# Boulébané
 (avril 2020).
Boulébané était la capitale du royaume de Boundou, maintenant au Sénégal, dans la région de Tambacounda, dans le département de Bakel.
Les récits des voyageurs du XIXe siècle la situe à quelques kilomètres de la rivière Falémé et au sud-ouest de Sénoudébou. Dans le Voyage dans l'Afrique occidentale (1843 et 1844), Anne Raffenel en fait la description suivante :

« Nous parvenons au village de Youppé, caché, comme les autres villages que nous avons déjà dépassés, par les cultures qui l'entourent; quelques-unes de ses cases, desquelles nous passons fort près, s'aperçoivent à travers les tiges de mil ; elles ont leur toiture presque entièrement cachée sous de colossales cucurbitacées qui rampent à leur surface avec leurs larges feuilles et leurs fruits déjà gros. Cette verdure éclatante tranche d'une manière agréable sur les massifs que forment les champs de mil jaunâtres.

Après avoir dépassé Youppé, nous nous engageons dans un petit bois de jeunes arbres peu serrés; le chemin est plus accidenté en cet endroit, et l'on rencontre très-fréquemment des crevasses qui rendent la marche difficile; plusieurs contiennent encore de l'eau.

Une heure environ après avoir dépassé Youppé, nous apercevons les cultures de Boulébané et, peu après, ses murailles de terre. Nous entrons dans ce village à 10 h. 50' du matin, ayant suivi une direction moyenne vers l'ouest. Nous estimons à 24 kilomètres la distance qui le sépare de Sénou-Débou, et cette estimation ne doit pas être exagérée; car, bien que nous n'ayons pas eu une marche régulière, nous sommes restés quatre heures à cheval, allant au moins au pas allongé et quelquefois au trot et au galop.

Boulébané est la capitale du pays de Bondou et la résidence de l'almamy. Ce village, dont le nom signifie eau et puits (village aux puits donnant une abondante quantité d'eau), est situé dans une plaine étendue, limitée, vers l'est, à environ 2 kilomètres, par des collines pierreuses peu élevées. Dans les autres directions, cette plaine se fond avec des bois dont les arbres bornent l'horizon. Boulébané possède une muraille de grande étendue... »